# Will McCormack
Will McCormack (* 1974; gebürtig William Joseph McCormack junior) ist ein US-amerikanischer Schauspieler und Drehbuchautor. Er ist der jüngere Bruder der Schauspielerin Mary McCormack.

## Leben
Er machte am Trinity College in Hartford, Connecticut einen Bachelor-Abschluss in Englisch. Sein Filmdebüt gab er in dem Independence-Film Colin Fitz an der Seite seiner Schwester Mary. Danach folgte der Independence-Film Harvest. Seine ersten Erfolge hatte er in der Rolle des Jason La Penna in der Serie Die Sopranos. Danach folgten Rollen in den Kinofilmen Syriana und Couchgeflüster – Die erste therapeutische Liebeskomödie sowie in den Fernsehserien Brothers & Sisters, In Plain Sight – In der Schusslinie und Medium – Nichts bleibt verborgen.
Für den Film Celeste & Jesse betätigte er sich neben Rashida Jones als Drehbuchautor und spielte die Rolle des Skillz.
Mit Michael Govier drehte er 2020 den Animationsfilm If Anything Happens I Love You, der sich mit dem Thema Schulmassaker auseinandersetzt. Sein Regiedebüt wurde bei der Oscarverleihung 2021 mit dem Oscar als Bester animierter Kurzfilm ausgezeichnet.

## Filmografie (Auswahl)
Als Schauspieler
- 1999–2001: Die Sopranos (The Sopranos, Fernsehserie)
- 2001: American Outlaws
- 2002: Abandon – Ein mörderisches Spiel (Abandon)
- 2002: A Midsummer Night’s Rave
- 2005: Couchgeflüster – Die erste therapeutische Liebeskomödie (Prime)
- 2005: Frau mit Hund sucht … Mann mit Herz (Must Love Dogs)
- 2005: Syriana
- 2006: Right At Your Door
- 2008–2009: Brothers & Sisters (Fernsehserie, sechs Folgen)
- 2008–2012: In Plain Sight – In der Schusslinie (In Plain Sight, Fernsehserie, sechs Folgen)
- 2010: Medium – Nichts bleibt verborgen (Medium, Fernsehserie, Folge 6x12)
- 2012: Celeste & Jesse (Celeste & Jesse Forever)
- 2018: Das Zeiträtsel (A Wrinkle in Time)

Als Drehbuchautor
- 2012: Celeste & Jesse (Celeste & Jesse Forever)
- 2020: If Anything Happens I Love You (Kurzfilm)

Als Regisseur
- 2020: If Anything Happens I Love You (Kurzfilm)